# Aphaenogaster livida
Aphaenogaster livida é uma espécie de inseto do gênero Aphaenogaster, pertencente à família Formicidae.